# Campeonato Paraguayo de Fútbol 1958
El Campeonato Paraguayo de Fútbol de 1958 fue la cuadragésimo octava edición del principal torneo de fútbol de Paraguay.
El campeón del torneo fue el Club Olimpia quienes obtuvieron su décimo sexto campeonato en la primera categoría.

## Desarrollo
|  | Campeón. |

| Equipo                |
| --------------------- |
| Club Olimpia          |
| Club Libertad         |
| Club Sportivo Luqueño |
| Club Guaraní          |
| Club Sol de América   |
| Club Cerro Porteño    |
| Club Nacional         |
| Club River Plate      |

| Bandera de Paraguay  |
| Campeón Club Olimpia |
| Décimo sexto título  |